# شوجب أحمر
شوجب أحمر (الاسم العلمي:Premna rubens) هو نوع من النباتات يتبع جنس الشوجب من الفصيلة الشفوية.